# Pierre de Belleperche

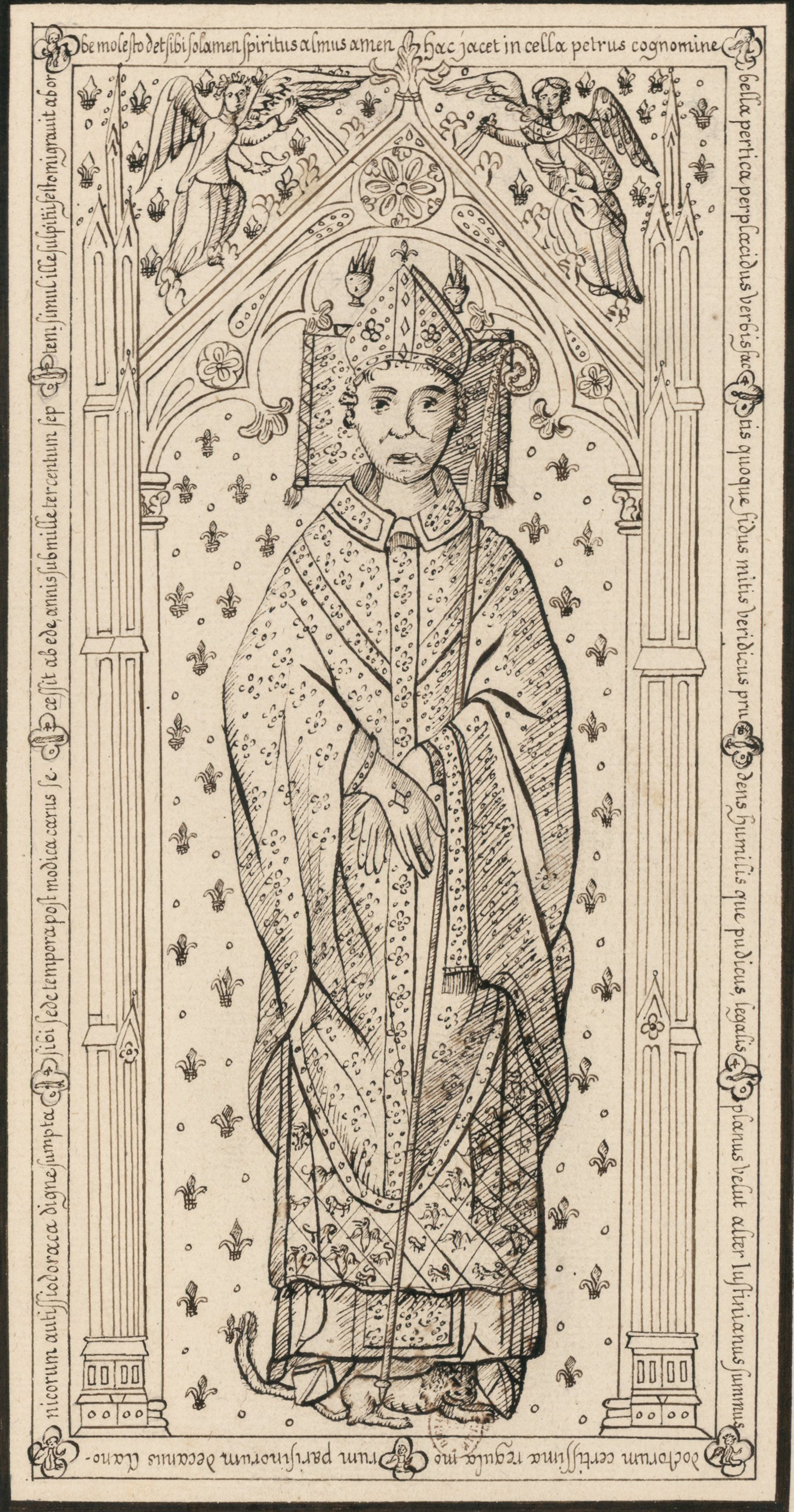
Grabstein de Belleperches

Pierre de Belleperche, latinisiert auch Petrus de Bellapertica (* um 1250 in Lucenay als Pierre de Breschard de Villars; † 17. Januar 1308 in Paris) war ein französischer Geistlicher, Rechtsgelehrter, Bischof von Auxerre und Kanzler von Frankreich.

## Leben und Werk
Belleperche studierte zwischen 1270 und 1280 bei dem Kanoniker Raoul d’Harcourt in Orléans. Nach dem Studium war Belleperche in Orléans etwa 15 Jahre lang als Rechtslehrer tätig. Um 1296 legte er sein Lehramt nieder, um clericus regis von König Philipp dem Schönen von Frankreich zu werden. Darauf war er Mitglied des französischen Parlements. Im Auftrag des Königs und im Dienste der französischen Verwaltung unternahm Belleperche in diesen Jahren zahlreiche Reisen, unter anderem in die Auvergne, das Vermandois, nach Lyon, Lausanne und Arras. Ab 1299 war er Domherr von Bourges, als Abgesandter des französischen Königs zum Papst war er ab 1303 auch Domherr von Chartres. Ab 1305 war er Domdekan von Paris. Von 1306 bis zu seinem Tod war Belleperche Bischof von Auxerre, von 1306 bis 1307 auch Kanzler von Frankreich.
Belleperche gilt neben Jacques de Révigny als einer der bedeutendsten französischen Kommentatoren. Belleperche legte großen Wert darauf, den Geist des Römischen Rechts zu durchdringen und die Quellen in diesem Sinne auszulegen. Dieses Ansinnen brachte er in seinen zahlreiche Schriften wie etwa seinen Quaestiones et distinctiones oder der Lectura super Codice zum Ausdruck.

## Werke
- Quaestiones et decisiones aureae, singulares et penitus divinae. 1607 (Latein, beic.it).

Quaestiones et decisiones aureae, singulares et penitus divinae, 1607